# Haloragis aculeolata
Haloragis aculeolata es una especie de planta floral perteneciente al género Haloragis, de la familia Haloragaceae, orden Saxifragales. Crece en el bioma subtropical.
Fue descrita por el botánico inglés George Bentham. La especie es válida y aceptada y aparece registrada en una sección de la publicación Flora Australiensis: una descripción de las plantas del territorio de Australia de 1864.

## Distribución
Se distribuye por Australia Occidental, en el suburbio de Cannington y en Toolbrunup.